# 聖約瑟夫縣 (密歇根州)
聖約瑟夫縣（英語：St. Joseph County）是美国密西根州南部的一個縣，南鄰印地安纳州。面積1,350平方公里。根據2020年美國人口普查，共有人口60,939人。縣治森特維爾（Centreville）。該縣成立於1829年10月29日，縣名以新法蘭西的主保聖人聖若瑟命名。